# Römische Straße (Rheinaue Bonn)

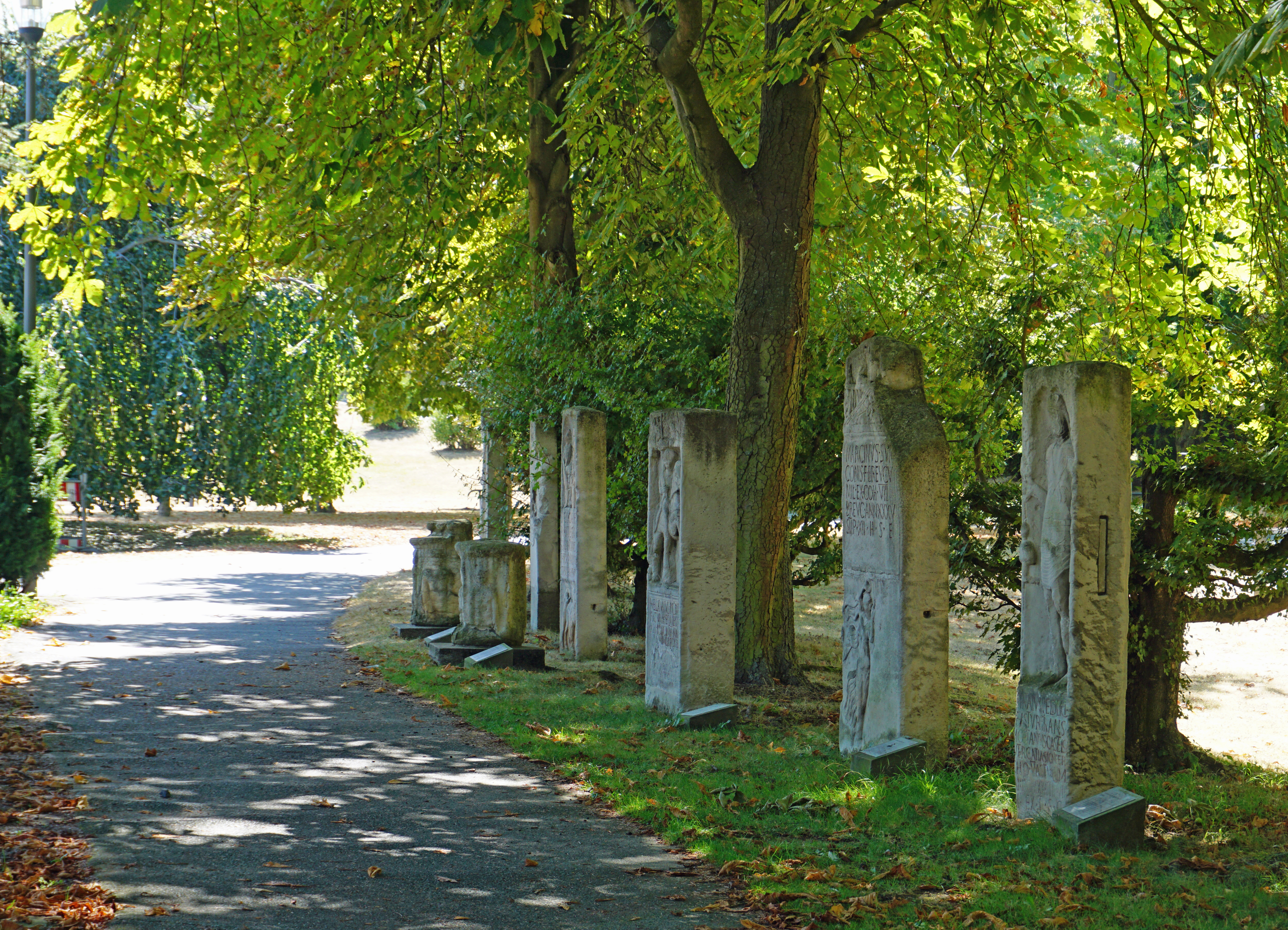
Römische Grabsteine an der Straße

Die Römische Straße in der Bonner Rheinaue wurde 1979 als Beitrag zur Bundesgartenschau gestaltet.

## Beschreibung
Die Straße wurde in Zusammenarbeit zwischen dem Rheinischen Landesmuseum Bonn und der Bundesgartenschau-Gesellschaft konzipiert und realisiert. Durch die insgesamt 26 Kopien römischer Denkmäler sollte nicht nur Werbung für das Museum gemacht werden, sondern auch Informationen über die fast fünfhundertjährige Epoche der Römer zur Verfügung gestellt werden.

## Bestandteile der Straße
Die Straße setzt sich aus folgenden Denkmälern zusammen, einem Viergötterstein, einem Meilenstein, 15 Grabdenkmäler und 9 Weihealtäre.
Viergötterstein
Bei dem Viergötterstein mit Jupitersäule handelt es sich um drei unterschiedliche Stücke, die ursprünglich nicht zusammengehörten. Die Sitzfigur Jupiters aus der Mitte des 3. Jahrhunderts nach Christus wurde in Bonn an der Ersten Fährgasse gefunden. Die Säule, Anfang des 3. Jahrhunderts nach Christus, wurde 1906 in Lövenich-Kleinbouslar (Kreis Heinsberg) gefunden. Der Viergötterstein, Anfang des 3. Jahrhunderts nach Christus, wurde in Köln-Weiden gefunden.
Meilenstein
Meilenstein, 249–251 nach Christus, wurde bei Nettersheim (Kreis Euskirchen) gefunden. Er stand ursprünglich an der römischen Straße Köln – Trier. Meilenstein befanden sich an staatlichen Fernstraßen. Auf ihnen war die Entfernung zur nächstgrößeren Stadt, in Meilen, und der Name und Titel des Kaisers, während dessen Regentschaft er gesetzt wurde, vermerkt
Grabsteine
- Grabstein des Hauptmanns Marcus Caelius (3), 9 nach Christus; gefunden bei Xanten (Kreis Wesel)
- Grabstein des Legionärs Petilius Secundus (4), 3. Viertel 1. Jahrhundert nach Christus; gefunden 1755 in Bonn im kurfürstlichen Schloss, der heutigen Universität.
- Grabstein des Reburrus (5), Mitte 1. Jahrhundert nach Christus; gefunden 1958 in Bonn, Adenauerallee 77, im Garten des Arndt-Hauses.
- Zwei Grabaufsätze (6 und 7), Mitte 1. Jahrhundert nach Christus; gefunden in Xanten-Birten (Kreis Wesel)
- Grabstein des Primus (8), Ende des 1. Jahrhunderts nach Christus; gefunden 1851 bei Kalkar (Kreis Kleve)
- Grabstein des Vellaunus (9), Mitte 1. Jahrhundert nach Christus; gefunden in Bonn, am Johanneskreuz
- Grabstein des Marcinus (10), 2. Hälfte 1. Jahrhundert nach Christus; gefunden bei Kleve oder Xanten
- Grabstein des Feldzeichners Pintaius (11), Mitte 1. Jahrhundert nach Christus; gefunden 1748 in Bonn
- Grabstein eines Malers (12), 2. Hälfte 1. Jahrhundert nach Christus; gefunden 1973 in Xanten (Kreis Wesel)
- Grabstein für einen Freigelassenen und vier Sklaven (13), 1. Jahrhundert nach Christus; gefunden in Bonn, Adenauerallee 59
- Grabstein des Freigelassenen Pudens (14), 1. Jahrhundert nach Christus; gefunden 1892 in Bonn, Kölnstraße (am Johanneskreuz)
- Grabstein einer Freigelassenen (15), 1. Jahrhundert nach Christus; gefunden 1884 in Köln
- Grabstein der Sklavin Euthenia (16), 1. Jahrhundert nach Christus; gefunden 1958 in Bonn, Adenauerallee / Ecke Erste Fährgasse
- Grabstein eines Philosophen (17), 2. Hälfte 2. Jahrhundert nach Christus; gefunden in Wesel (Kreis Wesel)

Weihealtäre
- Altar des Mercurius Gebrinius (18), 2. Hälfte 2. Jahrhundert nach Christus; gefunden 1929 in Bonn, unter dem Bonner Münster
- Weihealtar für Merkur (19), Ende 2. Jahrhundert / Anfang 3. Jahrhundert nach Christus; gefunden in Bornheim-Sechtem (Rhein-Sieg-Kreis)
- Weihealtar für Minerva (20), 3. Jahrhundert nach Christus; gefunden in Bad Münstereifel-Iversheim (Kreis Euskirchen)
- Altar für Jupiter, Juno und Minerva (21), 1. Juli 239 nach Christus; gefunden in Xanten-Birten (Kreis Wesel)
- Altar für Jupiter Conservator (22), 26. April 232 nach Christus; gefunden bei Xanten (Krei Wesel)
- Altar der Aufanischen Matronen (23), Anfang 3. Jahrhundert nach Christus; gefunden in Bonn, unter dem Bonner Münster
- Altar der Aufanischen Matronen (24), um 211 – 212 nach Christus; gefunden in Nettersheim (Kreis Euskirchen)
- Altar für Victoria (25), 3. Jahrhundert nach Christus; gefunden in Köln-Bayenthal
- Ehrenschrift für den Kaiser Antoninus Pius (26), 160 nach Christus; gefunden 1885 in Bonn, an der Nordwest-Seite des Bonner Münsters.